# José Mari García
José María García Lafuente, deportivamente conocido como José Mari  (Lardero, La Rioja, España, 10 de febrero de 1971) es un futbolista español retirado.
Fue internacional sub-19 y sub-20 con la selección española.

## Trayectoria
Se formó en la cantera del CA Osasuna desde los 13 años. Debutó, con apenas 18 años, con el Osasuna B en mayo de 1989. Su debut en Primera División con los rojillos fue el 20 de enero de 1991 (Osasuna 3 - Betis 0). A mitad de la campaña 1994/95, con el CA Osasuna en Segunda División, fue traspasado por 150 millones de pesetas al FC Barcelona. En el club azulgrana sólo disputó quince partidos y, aunque tenía un contrato de tres años más de contrato, se marchó al Real Betis con el que firmó por seis temporadas.
Tras solo un año en el club verdiblanco, el Athletic Club llegó a un acuerdo, a finales de agosto, con el club andaluz y pagó unos 250 millones de pesetas por el centrocampista. En su debut en el cuadro rojiblanco marcó el tanto del triunfo ante el Rayo Vallecano en San Mamés. En el cuadro vizacaíno pasó cuatro campañas –77 partidos y cinco goles–, pero su participación fue escasa en sus últimas tres temporadas.
En la temporada 2000/01 bajó un peldaño, marchándose al CD Leganés, de Segunda División. La siguiente temporada jugó en Burgos CF, también de la categoría de plata. Finalmente, en la temporada 2002/03 fichó por el Reus Deportiu, en el Grupo III de la Segunda B. Sufrió una lesión en la pretemporada que le mantuvo seis meses de baja, por lo que apenas pudo disputar ocho partidos, consiguiendo un gol. Al final de esa temporada decidió poner fin a su carrera como futbolista.

## Clubes
| Club             | País   | Año       |
| ---------------- | ------ | --------- |
| CA Osasuna       | España | 1990-1995 |
| FC Barcelona     | España | 1995      |
| Real Betis       | España | 1995-1996 |
| Athletic Club    | España | 1996-2000 |
| CD Leganés       | España | 2000-2001 |
| Burgos CF        | España | 2001-2002 |
| CF Reus Deportiu | España | 2002-2003 |